# Härlunda landskommun, Småland
Härlunda landskommun var en tidigare kommun i Kronobergs län.

## Administrativ historik
Den 1 januari 1863 började kommunalförordningarna gälla och då inrättades cirka 2 500 kommuner (städer, köpingar och landskommuner), tillsammans täckande hela landets yta.
I Härlunda socken i Allbo härad i Småland inrättades då denna kommun. Kommunreformen 1952 innebar att denna landskommun uppgick i Almundsryds landskommun som sedan 1958 ombildades till Almundsryds köping. När den sistnämnda 1971 upplöstes, överfördes Härlundadelen till Älmhults kommun.

## Politik

### Mandatfördelning i Härlunda landskommun 1938-1946
| 5 | 7 | 8 |

| 20 |

| 6 | 7 | 7 |

| 20 |

| 1 | 7 | 7 | 5 |

| 20 |